# 国际原子能机构
国际原子能机构（英語：International Atomic Energy Agency，縮寫作 ）是致力于和平发展原子能的独立政府间国际组织，成立於1957年7月29日，总部位于中立国奥地利首都維也納。国际原子能机构是与联合国系统相关的独立国际组织，其与联合国的关系由特殊协议监管，每年需向联合国大会进行报告。
2005年10月6日，国际原子能机构因“防止核能被用于军事目的，并确保最安全的和平利用核能”而獲得諾貝爾和平獎。

## 宗旨
机构应谋求加速和扩大原子能对全世界和平、健康及繁荣的贡献。机构应尽其所能，确保由其本身、或经其请求、或在其监督或管制下提供的援助不致用于推进任何军事目的。——《国际原子能机构规约》第二条：目标

## 历史
1953年12月8日，美国总统德怀特·艾森豪威尔在联合国大会上发表了关于“原子用于和平”的演讲，并于之后提出“和平利用原子能计划”，该计划的重要组成部分便是建立一个国际机构，以规范和促进原子能的和平利用。
1954年9月23日，美国国务卿约翰·福斯特·杜勒斯在第九届联合国大会上发表讲话，决定推进国际原子能机构的建立，欢迎各国加入，并同时向联大提交报告，要求在会议日程中增加有关推进和平利用原子能的国际合作项目。次日，苏联和英国对美国提出的要求表示支持，并决定于同年11月5日在联大第一委员会中进行推进讨论。同年12月，第九届联合国大会通过决议，要求成立一个专门致力于和平利用原子能的国际机构。
1956年10月，来自世界82个国家的代表在联合国总部举行国际原子能机构规约会议，并于23日通过了《国际原子能机构规约》，该规约于1957年7月29日正式生效。1957年10月，国际原子能机构召开首次全体会议，宣布机构正式成立，总部设在奥地利的维也纳。

## 机构构成
國際原子能總署的總部設於维也纳国际中心，截至2023年1月3日，共有176個成员国。机构的组织机构包括大会、理事会和秘书处。

### 大會
大會（英文：General Conference）由全体成员国组成，每年召开一次会议；大会下设行政预算委员会和技术援助与合作委员会等，職權有選舉理事國、新加盟會員國的申請案同意、預算案的通過等。

### 理事会
理事会（英文：Board of Governors）是机构的决策机构，共有35個理事國所構成、執行机构的各項任務。 
- 13个指定理事国（designated members）

分别为：美国，英国，法国，德国，日本，加拿大，澳大利亚，西班牙，俄罗斯，中华人民共和国，印度，南非，阿根廷。
- 22个選出理事国（elected members）

由會員國中選任。

### 秘书处
秘书处（英文：Secretariat）是执行机构，由总干事领导，根据大会和理事会决议或决定履行职责，内设有1室6司。
- 总干事办公室
- 管理司
- 核科学核应用司
- 保障司
- 技术合作司
- 核能司
- 核安全与核安保司

## 历届总干事
国际原子能机构总干事是机构的對外代表，总干事的选举是由理事會提名，大會任命。
| 任   | 姓名                | 國籍     | 在任時間                      | 在任時間（年） |
| ---- | ------------------- | -------- | ----------------------------- | -------------- |
| 1    | 斯特林·科尔         | 美國     | 1957年12月1日－1961年11月30日 | 4              |
| 2    | 西格瓦尔德·埃克隆德 | 瑞典     | 1961年12月1日－1981年11月30日 | 20             |
| 3    | 汉斯·布利克斯       | 瑞典     | 1981年12月1日－1997年11月30日 | 16             |
| 4    | 穆罕默德·巴拉迪     | 埃及     | 1997年12月1日－2009年11月30日 | 12             |
| 5    | 天野之彌            | 日本     | 2009年12月1日－2019年7月18日  | 9              |
| 代理 | 科爾内爾·費盧塔     | 羅馬尼亞 | 2019年7月25日－2019年12月2日  | 0.33           |
| 6    | 拉斐尔·格罗西       | 阿根廷   | 2019年12月3日－至今           | 5              |

## 出版物
国际原子能机构年度报告通常于每年7月发布，总结并强调了过去一年在原子能机构工作的主要工作领域中的发展。它主要问题包括，活动和成就的摘要，以及与保障，安全和科学技术有关的状态表和图表。除了年度报告外，国际原子能机构还发布专题评论，详细介绍其工作的具体领域，包括核安全审查、核安保审查、保障措施实施报告、核技术审查和技术合作报告。

## 外部連結
- IAEA（页面存档备份，存于）